# Agapanthia alaiensis
Agapanthia alaiensis là một loài bọ cánh cứng trong họ Cerambycidae.